# Anaphalis
Anaphalis és un gènere de plantes angiospermes de la família de les asteràcies (Asteraceae). Són plantes natives d'Amèrica del Nord, Àsia i la part central de Xile.

## Descripció
Són plantes herbàcies perennes o arbusts caracteritzats per presentar subdioècia, als capítols florals de diferents individus hi ha un nombre molt desigual de flors masculines, femenines i hermafrodites. Les fulles són tomentoses per les dues cares, tenen el marge enter i es disposen de manera alternada. Les flors són grogues es troben agrupades en capítols que al seu torn s'agrupen en corimbes, les bràctees de l'involucre són nombroses i de color blanc. Les flors femenines són filiformes, les masculines tubulars. El fruit és un aqueni fusiforme amb papus.

## Taxonomia
Aquest gènere va ser publicat per primer cop l'any 1838 al sisè volum de l'obra Prodromus Systematis Naturalis Regni Vegetabilis del botànic francès Augustin Pyramus de Candolle (1778-1841).

### Espècies
Dins del gènere Anaphalis es reconeixen les 110 espècies següents:
- Anaphalis acutifolia Hand.-Mazz.
- Anaphalis alpicola Makino
- Anaphalis arfakensis Mattf.
- Anaphalis aristata (DC.) DC.
- Anaphalis aureopunctata Lingelsh. & Borza
- Anaphalis barnesii C.E.C.Fisch.
- Anaphalis batangensis Y.L.Chen
- Anaphalis beddomei Hook.f.
- Anaphalis bicolor H.Lév.
- Anaphalis boissieri Georgiadou
- Anaphalis bournei Fyson
- Anaphalis brevifolia DC.
- Anaphalis bulleyana (Jeffrey) C.C.Chang
- Anaphalis busua (Buch.-Ham.) DC.
- Anaphalis candollei Georgiadou
- Anaphalis cavei Chatterjee
- Anaphalis chilensis Reiche
- Anaphalis chitralensis Qaiser & Abid
- Anaphalis chlamydophylla Diels
- Anaphalis chungtienensis F.H.Chen
- Anaphalis cinerascens Y.Ling & W.Wang
- Anaphalis contorta (D.Don) Hook.f.
- Anaphalis contortiformis Hand.-Mazz.
- Anaphalis cooperi Grierson & Spring.
- Anaphalis corymbifera C.C.Chang
- Anaphalis darvasica Boriss.
- Anaphalis delavayi (Franch.) H.Lév.
- Anaphalis depauperata Boriss.
- Anaphalis deserti J.R.Drumm.
- Anaphalis elegans Y.Ling
- Anaphalis elliptica (DC.) DC.
- Anaphalis flaccida Y.Ling
- Anaphalis flavescens Hand.-Mazz.
- Anaphalis fruticosa Hook.f.
- Anaphalis garanica Boriss.
- Anaphalis gracilis Hand.-Mazz.
- Anaphalis griffithii Hook.f.
- Anaphalis hancockii Maxim.
- Anaphalis hellwigii Warb.
- Anaphalis himachalensis Aswal & Goel
- Anaphalis hondae Kitam.
- Anaphalis hookeri C.B.Clarke
- Anaphalis horaimontana Masam.
- Anaphalis hymenolepis Y.Ling
- Anaphalis javanica (Reinw. ex Blume) Martelli
- Anaphalis kashmiriana P.C.Pant, R.R.Rao & Arti Garg
- Anaphalis lactea Maxim.
- Anaphalis larium Hand.-Mazz.
- Anaphalis latialata Y.Ling & Y.L.Chen
- Anaphalis latifolia Kinzik. & Vainberg
- Anaphalis lawii Gamble
- Anaphalis leptophylla DC.
- Anaphalis likiangensis (Franch.) Y.Ling
- Anaphalis longifolia (Blume) DC.
- Anaphalis lorentzii Lauterb.
- Anaphalis marcescens (Wight) C.B.Clarke
- Anaphalis margaritacea (L.) Benth. & Hook.f.
- Anaphalis maxima (Kuntze) Steenis
- Anaphalis meeboldii W.W.Sm.
- Anaphalis morrisonicola (Hayata) Hayata
- Anaphalis muliensis (Hand.-Mazz.) Hand.-Mazz.
- Anaphalis nagasawae Hayata
- Anaphalis neelgerryana DC.
- Anaphalis nepalensis (Spreng.) Hand.-Mazz.
- Anaphalis notoniana DC.
- Anaphalis nouhuysii Lauterb.
- Anaphalis oblonga DC.
- Anaphalis oxyphylla Y.Ling & Shih
- Anaphalis pachylaena F.H.Chen & Y.Ling
- Anaphalis pannosa Hand.-Mazz.
- Anaphalis patentifolia Rech.f.
- Anaphalis pelliculata Trimen
- Anaphalis plicata Kitam.
- Anaphalis porphyrolepis Y.Ling & Y.L.Chen
- Anaphalis pseudocinnamomea Grierson
- Anaphalis racemifera Franch.
- Anaphalis rhododactyla W.W.Sm.
- Anaphalis roseoalba Krasch.
- Anaphalis royleana DC.
- Anaphalis sarawschanica (C.Winkl.) B.Fedtsch.
- Anaphalis saxatilis (DC.) Boerl.
- Anaphalis scopulosa Boriss.
- Anaphalis sinica Hance
- Anaphalis souliei Diels
- Anaphalis spodiophylla Y.Ling & Y.L.Chen
- Anaphalis staintonii Georgiadou
- Anaphalis stenocephala Y.Ling & Shih
- Anaphalis subdecurrens (DC.) Gamble
- Anaphalis subtilis Kinzik. & Vainberg
- Anaphalis subumbellata C.B.Clarke
- Anaphalis suffruticosa Hand.-Mazz.
- Anaphalis sulphurea (Trimen) Grierson
- Anaphalis surculosa (Hand.-Mazz.) Hand.-Mazz.
- Anaphalis szechuanensis Y.Ling & Y.L.Chen
- Anaphalis tenuicaulis Boriss.
- Anaphalis thwaitesii C.B.Clarke
- Anaphalis tibetica Kitam.
- Anaphalis transnokoensis Sasaki
- Anaphalis travancorica W.W.Sm.
- Anaphalis triplinervis (Sims) C.B.Clarke
- Anaphalis velutina Krasch.
- Anaphalis virens C.C.Chang
- Anaphalis virgata Thomson ex C.B.Clarke
- Anaphalis viridis H.A.Cummins
- Anaphalis viscida (Blume) DC.
- Anaphalis wightiana (DC.) DC.
- Anaphalis xylorhiza Sch.Bip. ex Hook.f.
- Anaphalis yangii Y.L.Chen & Y.L.Lin
- Anaphalis yunnanensis (Franch.) Diels
- Anaphalis zeylanica C.B.Clarke